# Staedtler
Staedtler Mars GmbH & Co. KG (нім. вимова: [ˈʃtɛtlɐ]) - німецька виробнича компанія, що базується в Нюрнберзі . Фірма була заснована Дж.С. Штадтлером у 1835 р. і виробляє велику різноманітність канцелярських товарів, таких як письмове приладдя (включаючи матеріали для креслення, художні матеріали та канцелярські товари).
Штадтлер стверджує, що є найбільшим європейським виробником дерев'яних олівців, ручок OHP , механічних олівців, олівців, гумок та модельної глини. Штадтлер має понад 20 дочірніх компаній у світі та сім виробничих потужностей. Понад 85% виробництва припадає на штаб-квартиру в Нюрнберзі, хоча частина продукції виготовляється в Японії. Олівець "Noris" надзвичайно поширений у британських школах.

## Історія
Витоки бренду можна простежити з XVII століття, коли Фрідріх Штадтлер перебрав на себе весь процес виробництва олівців, починаючи від свинцю і закінчуючи деревом. Тим не менш, ця діяльність була заборонена Нюрнберзькою радою, яка вважала, що виробництво повинно здійснюватися двома різними експертами. Наполеглива робота Штадтлера врешті допомогла скасувати цю заборону, отже, полегшила роботу інших виробників олівців у Нюрнберзі.
Компанія була заснована Йоганом Себастьяном Штадтлером в 1835 році як олівцева фабрика, вперше створена в Нюрнберзі, але коріння компанії сягають 1662 року, коли в міських літописах згадували Фрідріха Штадтлера як майстра з виготовлення олівців. Штадтлер отримав дозвіл муніципальної ради виробляти графіт, червону охру та пастельні олівці на своєму промисловому заводі. У 1866 р. На підприємстві працювало 54 працівники і вироблялося 15 000 брутто (2160 000 олівців) на рік.

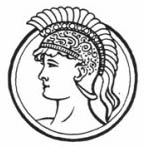
Перша версія логотипу "голови Марса", 1908 р.

У 1900 році Штадтлер зареєстрував марку Mars (яка представляла давньоримського бога), використовуючи цю назву для деяких лінійок продуктів, також випустивши логотип голови Марса.  У 1901 році компанія випустила марку Noris.
У 1922 р. Було створено дочірню компанію в США (розташовану в Нью-Йорку слідом за якою через чотири роки з'явилася японська дочірня компанія. У 1937 році назва була змінена на Mars Pencil and Fountain Pen Factory, а асортимент продукції був розширений, включаючи механічне письмове приладдя. У 1949 р. було розпочато виробництво кулькових ручок, які почали широко використовувати замість авторучок (хоча Штадтлер і сьогодні виробляє останні).
У 1950 році почали виготовляти цангові (або механічні олівці ), перші з них виготовлялися з деревини. Через чотири роки була зареєстрована марка "Lumocolor". Ця марка була використана для розробки широкого асортименту маркерів Staedtler. Голова Марса стала остаточним логотипом Штадтлера в 1958 р. З тих пір цей логотип мав кілька модифікацій стилю, останню в 2001 році.
У 1962 році компанія розпочала виробництво технічних ручок (рапідографів). У 1970-ті Штедтлер придбав фабрику Ноймаркт, яка раніше була фабрикою Еберхарда Фабера. Тим не менше, у 2009 році Штадтлер продав права на торгову марку "Eberhard Faber" компанії Faber-Castell, хоча компанія зберегла фабрику Neumarkt, де сьогодні Штадтлер виготовляє олівці з деревини.
Починаючи з 2010 року, Fimo (вироби з глини для моделювання), Mali, Aquasoft та інші марки продавалися під назвою Staedtler. Крім того, того ж року компанія відсвяткувала 175-річчя.

## Продукти
Наступна таблиця містить усі лінійки продуктів Staedtler: 
| Категорія          | Продукти                                                                                         |
| ------------------ | ------------------------------------------------------------------------------------------------ |
| Письмове приладдя  | Графітні олівці, механічні олівці, фломастери, маркери, кулькові ручки, ручки ролери, контейнери |
| Технічне креслення | Рапідографи, циркулі, лінійки, трикутні лінійки, кульмани, шаблони шрифтів                       |
| Художні матеріали  | Кольорові олівці, свічкові олівці, крейда, олійна пастель, фарби, глина для моделювання, фарби   |
| Аксесуари          | Гумки, точилки для олівців                                                                       |

## Нагороди
Staedtler виграв нагороди за свою продукцію, зовсім нещодавно за графітні олівці Wopex (розроблені за допомогою "Teams Design") та лінію Triplus.

### 2008 рік
- Премія Red Dot, сухі маркери Lumocolor Twister[12]

### 2009 рік
- Біокомпозит року, графітні олівці Wopex
- Нагорода ISH Design Plus, графітні олівці Wopex [13]
- Премія Red Dot, механічні олівці Triplus 776 [14]

### 2011 рік
- Премія Red Dot, кулькові ручки Triplus 426 [15]

## зовнішні посилання
- Офіційний сайт </img>
- Колекція гумок Штадтлера [Архівовано 2 квітня 2019 у Wayback Machine.]

1. ↑  http://www.staedtler.com [Архівовано 27 березня 2020 у Wayback Machine.] Staedtler Mars GmbH & Co. KG (2007)
2. ↑  "Company Profile." STAEDTLER. N.p., n.d. Web. 2 September 2013.
3. ↑  http://www.hoovers.com [Архівовано 8 лютого 2020 у Wayback Machine.] © 2007, Hoover's, Inc., All Rights Reserved
4. ↑  Noris in the Wild. Bleistift.Blog. Архів оригіналу за 12 вересня 2018. Процитовано 12 вересня 2018.
5. 1 2  Lápices alemanes con cuatro siglos de historia familiar [Архівовано 10 квітня 2021 у Wayback Machine.] by María Matos Elices on El País
6. 1 2 3  Quality and history [Архівовано 24 вересня 2020 у Wayback Machine.] on Staedtler website
7. 1 2  Logotipo de Staedlter [Архівовано 10 квітня 2021 у Wayback Machine.] on Ofistore.com
8. ↑  Staedtler [Архівовано 18 січня 2022 у Wayback Machine.] on WHSmith website
9. ↑  Visiting Staedtler’s Nuremberg factory [Архівовано 10 квітня 2021 у Wayback Machine.], 14 Sep 2016
10. ↑  Bayley, Caroline (13 квітня 2011). Staedtler and Faber-Castell's Productive Pencil Rivalry. BBS News. Архів оригіналу за 6 січня 2017. Процитовано 15 березня 2012.
11. ↑  Staedtler products [Архівовано 10 квітня 2021 у Wayback Machine.], retrieved 4 Dec 2019
12. ↑  Announcement of 2008 Red Dot Award[недоступне посилання]
13. ↑  2009 Design Plus Award Wopex. Архів оригіналу за 4 березня 2016. Процитовано 10 квітня 2021.
14. ↑  Staedtler Announcement of 2009 Red Dot Award. Архів оригіналу за 30 липня 2012. Процитовано 10 квітня 2021. [Архівовано 2012-07-30 у Wayback Machine.]
15. ↑  2011 Red Dot Award Triplus Pens. Архів оригіналу за 29 лютого 2020. Процитовано 10 квітня 2021.